# Wasilij Korolow
Wasilij Nikołajewicz Korolow (ros. Василий Николаевич Королёв, ur. 10 grudnia?/23 grudnia 1902 we wsi Kwaszenki w guberni twerskiej, zm. we wrześniu 1983 w Moskwie) – funkcjonariusz radzieckich organów bezpieczeństwa, podpułkownik.

## Życiorys
Pracował na roli i jako rachmistrz w artelu kuśnierskim, od 1 września 1922 do 1 sierpnia 1925 służył w Armii Czerwonej, 1921-1925 należał do Komsomołu, a od lutego 1925 do RKP(b). Od sierpnia 1925 służył w wojskach OGPU/NKWD, od października 1934 do 1 stycznia 1936 był słuchaczem szkoły wojsk pogranicznych NKWD, od stycznia do listopada 1936 adiutantem dowódcy dywizjonu w 176 Pułku NKWD ds. ochrony przedsiębiorstw przemysłowych w Moskwie, a od listopada 1936 do maja 1938 dowódcą dywizjonu 75 Kolejowego Pułku NKWD w Moskwie, 1936 otrzymał stopień kapitana, a 1938 majora. Od maja 1938 do marca 1939 był starszym pomocnikiem naczelnika oddziału służby sztabowej wojsk NKWD Okręgu Moskiewskiego, od marca do 19 września 1939 starszym pomocnikiem naczelnika oddziału w Wydziale Kadr Głównego Zarządu Wojsk NKWD ds. ochrony przedsiębiorstw przemysłowych, a od 19 września 1939 do sierpnia 1941 naczelnikiem Zarządu Obozu NKWD dla jeńców wojennych w Kozielsku w stopniu starszego porucznika bezpieczeństwa państwowego, następnie kapitana bezpieczeństwa państwowego, a od 17 marca 1940 majora bezpieczeństwa państwowego. Od sierpnia 1941 do marca 1942 był zastępcą naczelnika Zarządu Obozu NKWD nr 100 dla jeńców wojennych w Maryjskiej ASRR, a od marca 1942 do września 1943 zastępcą naczelnika ds. ochrony i odbywania kary w Zarządzie Obozu Tiemnikowskiego NKWD nr 58 we wsi Jawas w Mordwińskiej ASRR, 11 lutego 1943 awansowany na majora bezpieczeństwa państwowego. Od września 1943 do lutego 1944 był zastępcą naczelnika Zarządu Obozu NKWD nr 173 (176) dla jeńców wojennych 1 Frontu Białoruskiego, a od lutego 1944 do 19 grudnia 1946 zastępcą naczelnika Zakładu Poprawczego Obozu Pracy NKWD nr 0308 w Tule, 29 maja 1943 mianowany podpułkownikiem bezpieczeństwa państwowego. Od 19 grudnia 1946 do 15 kwietnia 1947 był naczelnikiem oddziału obozowego nr 69 Zarządu ds. Jeńców Wojennych i Osób Internowanych (UPWI) Zarządu MWD obwodu moskiewskiego, od 15 kwietnia 1947 do 18 sierpnia 1948 naczelnikiem Oddziału 13 Poprawczego Obozu Pracy nr 435 MWD w obwodzie moskiewskim, od 18 sierpnia 1949 do 1950 zastępcą naczelnika Wydziału 1 Poprawczego Obozu Pracy MWD „Bieriegowoj” w Magadanie, a 1950 naczelnikiem wydziału odbywania kary tego obozu. Od 3 października do 15 grudnia 1950 był starszym inspektorem wydziału odbywania kary i nadzoru 3 Zarządu Głównego Zarządu Obozów (Gułagu) MWD ZSRR, od 19 grudnia 1950 do grudnia 1952 zastępcą naczelnika Oddziału 3 Obozowego Zarządu Poprawczego Obozu Pracy i Budownictwa nr 560 MWD w Moskwie, a od grudnia 1952 do października 1953 naczelnik Oddziału Obozowego Zarządu Budownictwa Rejonu Specjalnego Głównego Zarządu Obozów Budownictwa Przemysłowego (Gławpromstroju), następnie przeszedł na emeryturę. Był odznaczony Orderem Czerwonego Sztandaru (15 stycznia 1945), Odznaką „50 Lat Członkostwa w KPZR” (4 maja 1982) i sześcioma medalami.